# Cala Galdana
Cala Galdana – miejscowość turystyczna w Hiszpanii, na Minorce, położona na południowym krańcu wyspy w gminie Ferreries, ok. 35 km na zachód od stolicy Mahón. W 1996 r. w miejscowości tej odbyły się turnieje o mistrzostwo świata juniorów w szachach w kategoriach wiekowych do 10, 12, 14, 16 i 18 lat.